# Distretto di Baykan
Il distretto di Baykan (in turco Baykan ilçesi) è uno dei distretti della provincia di Siirt, in Turchia.